# Maladeta
El Pico de La Maladeta, o Tuca d'A Maladeta en su denominación original, es una cumbre montañosa de 3308 metros de altitud situada en los Pirineos, próxima al Pico Aneto (Tuca d'Aneto). Se encuentra situado en el Parque natural Posets-Maladeta, en el municipio de Benasque, provincia de Huesca, comunidad autónoma de Aragón, en España. En su ladera norte se encuentra el denominado Glaciar de La Maladeta, con unas 37 ha de superficie total. Está fraccionado en dos partes, Maladeta occidental (6 ha) y oriental (31 ha). En retroceso por el Cambio Climático, se prevé que desaparezca a mediados de la década de 2030.
Antiguamente, La Maladeta estaba considerado el pico más alto de la zona, y los intentos por llegar a su cima fueron anteriores al resto de picos del macizo homónimo. Los primeros intentos se deben a Ramond en 1787, Ferrières, en 1801, y a Louis Cordier en 1802. La primera ascensión tuvo lugar por el médico y naturalista Friedrich Parrot, el 29 de septiembre de 1817, partiendo de Luchón y acompañado del guía Pierre Barrau "Pierrine".

## Etimología
El nombre de La Maladeta podría venir del término malladeta, que aragonés significaría "majadita". Estaría compuesta por la palabra Mallata (majada), con el sufijo en aragonés  -eta, que es un diminutivo.
En aragonés, una malladeta también puede ser una palabra compuesta del término mallo (aguja), con los sufijos -ada, que indica conjunto de cosas, y el diminutivo -eta, lo que significaría "pequeña zona de mallos" lo cual coincide con la geografía del lugar.  
Desde el euskera, posible lengua antigua (sustrato) en Aragón y grandes áreas pirenaicas, La Maladeta sería una palabra compuesta por los términos: mallo -ada -eta, donde mallo sería el primer nombre de compuesto, con significado de peña, como en aragonés; los sufijos -ada -eta son pluralizadores, donde -ada actuaría como segundo miembro de compuesto, con significado de conjunto, y -eta sería el tercer miembro de compuesto, es locativo plural en euskera, con significado los/las. Por lo tanto el significado sería El conjunto de las peñas, o Las peñas. Lo que explica bien el orónimo. 
También podría venir del occitano significando maldición, otra acepción sería la Mala Deta, es decir, la Maldita.

## Historia

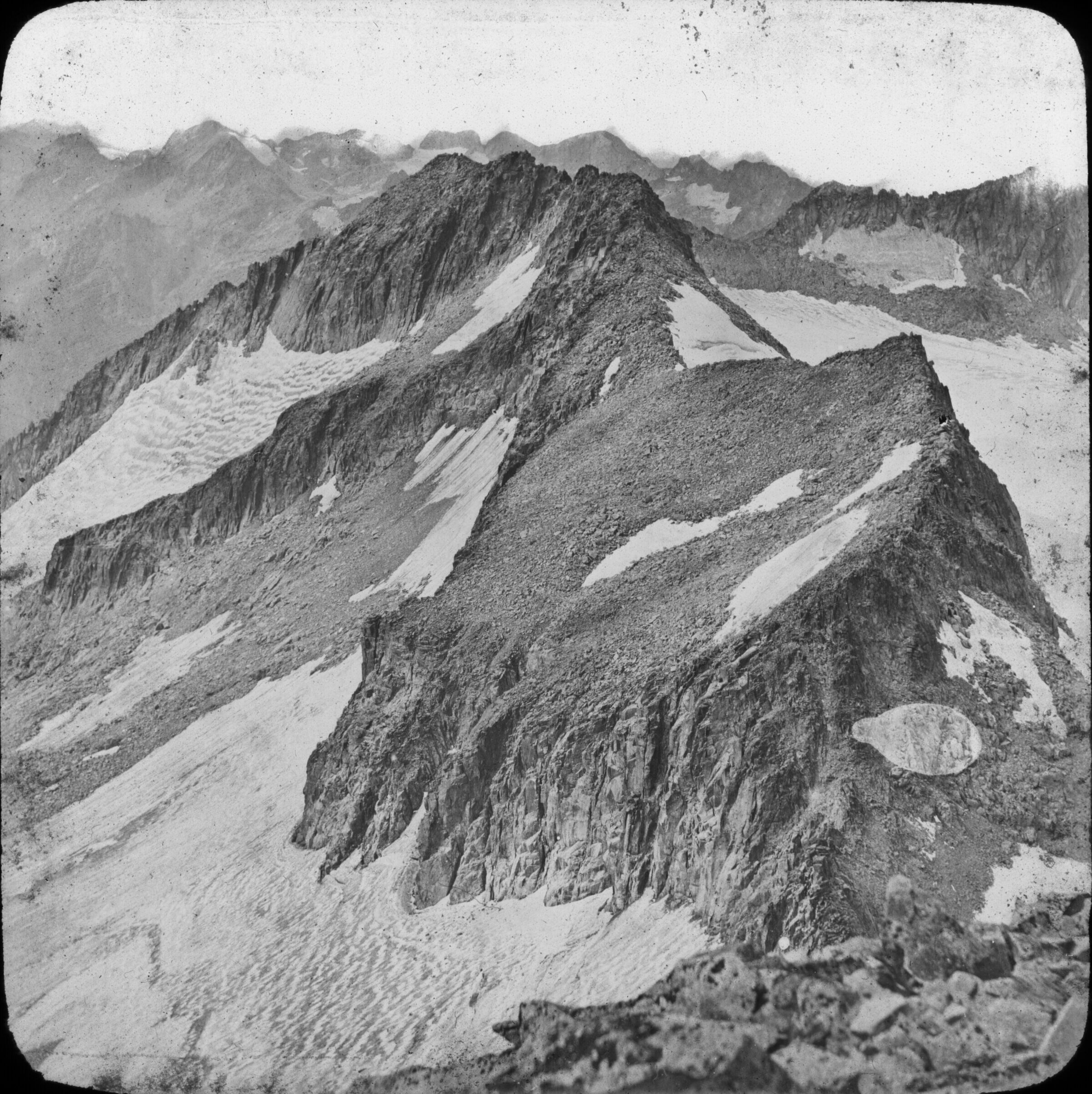
Pico de Coronas, del Medio y Maldito, con la Maladeta a la derecha del todo, desde la cumbre del Aneto.

Sin ser el pico más alto del entorno, La Maladeta se apropió del topónimo que aludía a todo el macizo, también denominado Montes Malditos. Y tras él, con el mayor interés de los escaladores, sobre todo a principios del siglo XIX. Principalmente, era una cuestión de perspectiva, ya que desde la entrada natural al valle por el puerto de Benasque o al llegar desde Francia, su cima queda en primer plano, mientras que la cresta de los Portillones oculta la verdadera dimensión de su vecino del este, el Aneto, más alto y con mayores glaciares. Solamente una vez que Parrot alcanzó la cima de La Maladeta, observó que el Aneto se alzaba más. Hasta entonces, el Monte Perdido había sido considerado el más alto de toda la cordillera.
La muerte en 1824 del guía Piere Barrau, considerado el decano y máximo experto de la zona, en una grieta del hielo de la Maladeta provocó una auténtica conmoción, y los nativos, ya muy temerosos de aventurarse por el glaciar, cogieron auténtico pánico a aquellas montañas, que consideraban malditas. El movimiento del glaciar devolvió el cuerpo en 1931.
A principios del siglo XX se inauguró el Refugio de la Renclusa, creación del barcelonés Juli Soler y Santaló.
Debido a la variedad de fauna y flora generados por el enorme desnivel de sus valles, al impecable estado de conservación ecológica y, sobre todo, a la sensibilidad de los glaciares bajo sus cumbres (los más meridionales de Europa), fue declarado parque natural en 1994 junto a todo el macizo de La Maladeta y Posets y parte del Monumento Natural 'Glaciares pirenaicos'.

## Geografía

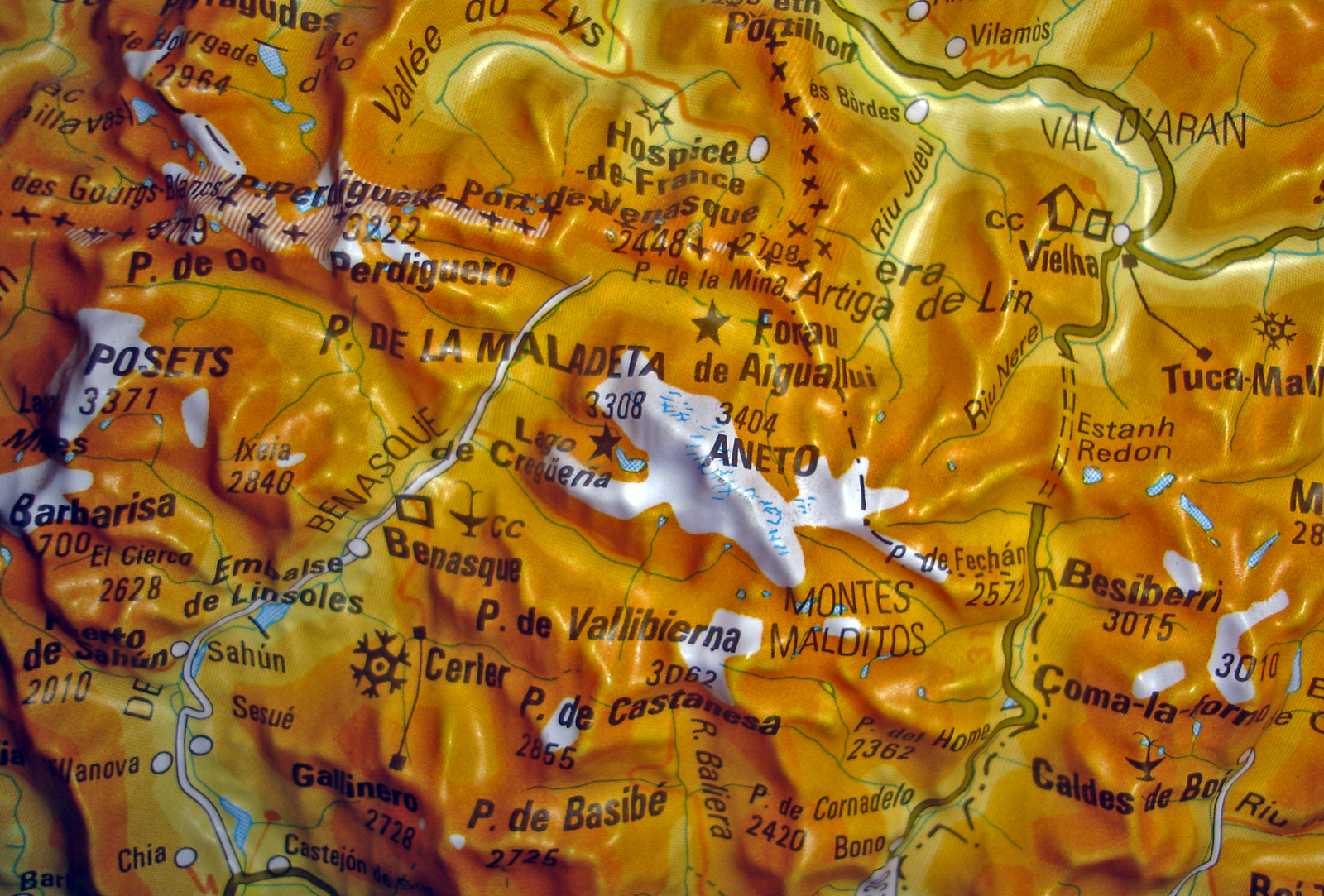
Mapa del macizo de la Maladeta y los valles y macizos que lo rodean.

Se eleva hasta los 3308 metros sobre el nivel del mar en el centro de los Pirineos, cordillera cuyos territorios recorren casi por completo la frontera entre Francia y España. La cima se encuentra al noreste de la provincia de Huesca y ocupa el centro de los Montes Malditos. La arista que lo une con el Aneto, al este, sobrepasa los 3000 metros de altitud en una hilera de picos denominada cresta del Medio (Pico Maldito, Pico del Medio, Pico de Coronas), que, junto a la cresta de los Portillones, otorga al macizo su imagen tan característica.
La nieve de sus laderas se unen, muy cerca del nacimiento, a los ríos Ésera y Ballibierna, ambos de vertiente sur.
El macizo de la Maladeta, que cuenta con cuarenta y seis tresmiles del Pirineo, se encuentra rodeado por valles que ascienden hacia elevados pasos naturales, hoy casi en desuso. Un collado de más de 2500 metros, coronado por el característico Perdiguero, separa al pico de territorio francés y del valle de Arán. El lado español, más ancho y más compacto y, por lo tanto, de más difícil acceso, queda separado del pie de monte por los congostos y barrancos de los macizos de Posets y Maladeta. Tan solamente dos valles más al sur, se levanta la estación de esquí alpino de Cerler.

## Ascensión
La ruta de ascensión habitual es común a la del Aneto hasta llegar a la altura del Portillón superior. Allí se debe continuar en línea recta hasta el pie mismo de la cresta de las Maladetas, y acceder por un empinado corredor hasta una roca muy característica y visible. El paso hasta el corredor debe realizarse con cuidado pues suele abrirse una profunda grieta (rimaya) en épocas no invernales. Una vez en el Collado de la Rimaya el camino tuerce a la izquierda. Es una montaña para la que se recomienda tener experiencia antes de realizar su ascensión.

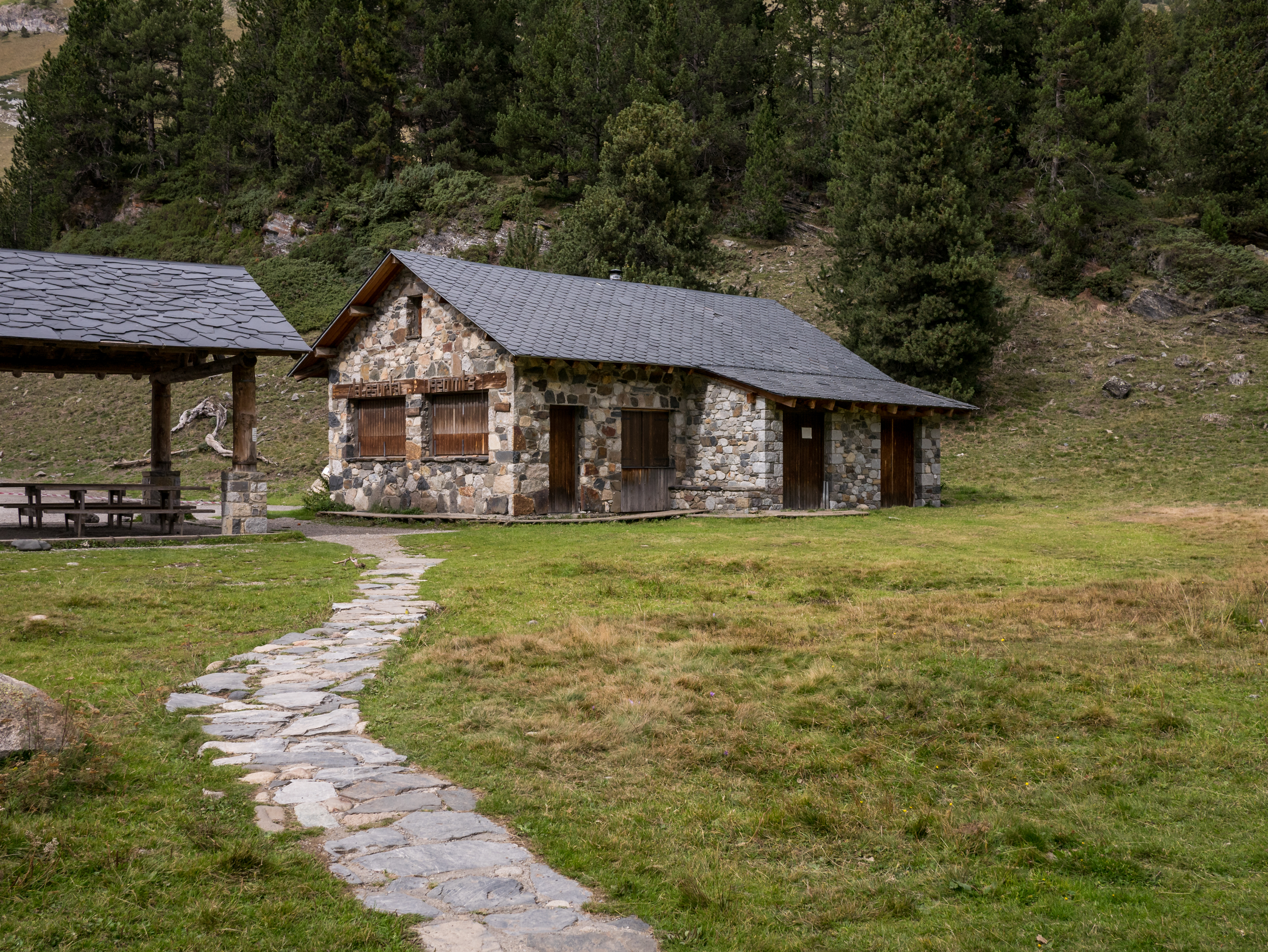
La Besurta

A sus pies tiene el refugio de montaña La Renclusa, situado a 2140 metros de altitud, lugar de muchas excursiones hacia el pico de La Maladeta, y a sus faldas tiene a La Besurta, lugar también de punto de partida a muchas excursiones a Maladetas, Renclusa, Aneto, etcétera. Está unida mediante crestas impresionantes al Aneto, formando diversos picos en su cresta.